# 윈도우 NT
윈도우 NT(영어: Windows NT)은 마이크로소프트 윈도우 운영체제 제품군의 명칭이다. 원래 NT는 “New Technology”란 확장된 의미로 사용되었지만 이후 특별한 의미없이 쓰이게 되었다. 윈도우 9x를 사용하는 윈도우 95와 윈도우 98보다 다소 안정적이다. 윈도우 NT 3.1, 윈도우 NT 3.5, 윈도우 NT 3.51은 인터넷 익스플로러가 내장되지 않았고, 윈도우 NT 4.0은 인터넷 익스플로러 2(한국어 버전의 경우는 인터넷 익스플로러 3)가 윈도우 2000 인터넷 익스플로러 5.01이 내장되어 있다. 윈도우 NT는 VMS 계열의 운영 체제에 영향을 받았다.
2021년 기준으로 NT 커널 기반 운영 체제의 최신판은 윈도우 11이다. 2020년 1월 14일부로 윈도우 7 서비스가 종료되었고, 2023년 1월 10일부로 윈도우 8.1 서비스가 종료되었다. 그리고 윈도우 11을 출시한다고 하기 전 윈도우 10도 2025년 10월 14일에 서비스가 종료된다고 알렸다.

## 연혁 및 버전
- 1988년 개발팀 처음 구성.
- 첫 버전은 1993년 개발되었으며 다음 두 종이 출시되었다.
  - 윈도우 NT 3.1
  - 윈도우 NT Advanced Server 3.1
- 1994년 9월 다음을 소개 프로젝트 코드네임 데이토나
  - 윈도우 NT Workstation 3.5
  - 윈도우 NT Server 3.5
- 1995년 윈도우 NT 3.51
- 1996년 윈도우 NT 4.0
- 2000년 윈도우 2000 (NT 5.0)
- 2001년 윈도우 XP (NT 5.1) (이 시기부터 9x 계열과 NT 계열이 합쳐지면서 가정용/사무실용으로 나뉘게 된다.)
- 2003년 윈도우 서버 2003 (NT 5.2)
- 2005년 윈도우 서버 2003 R2 (NT 5.2)
- 2007년 윈도우 비스타 (NT 6.0)
- 2008년 윈도우 서버 2008 (NT 6.0)
- 2009년 윈도우 7 (NT 6.1)
- 2009년 윈도우 서버 2008 R2 (NT 6.1)
- 2012년 윈도우 8 (NT 6.2)
- 2012년 윈도우 폰 8 (NT 6.2)
- 2012년 윈도우 서버 2012 (NT 6.2)
- 2013년 윈도우 8.1 (NT 6.3)
- 2013년 윈도우 서버 2012 R2 (NT 6.3)
- 2014년 윈도우 폰 8.1 (NT 6.3)
- 2015년 윈도우 10 (NT 10.0)
- 2021년 윈도우 11 (NT 10.0)

## 하드웨어 요구 사항
| NT 버전                             | CPU | 램                                                           | 필요 디스크 공간          |
| ----------------------------------- | --- | ------------------------------------------------------------ | ------------------------- |
| NT 3.51 워크스테이션                | 386, 25 MHz | 8 MB                                                         | 90 MB                     |
| NT 4.0 워크스테이션                 | 486, 33 MHz | 12 MB                                                        | 110 MB                    |
| 2000 프로페셔널                     | 펜티엄, 133 MHz | 프로페셔널 64MB.서버, 어드벤스드 서버, 데이터센터 서버 256MB | 2048 MB                   |
| XP                                  | 펜티엄 MMX, 233 MHz | 64 MB                                                        | 1.5 GB                    |
| 윈도우 구형 PC를 위한 펀더멘털(FLP) | 펜티엄 MMX, 233 MHz | 64 MB                                                        | 500 MB                    |
| 비스타                              | 펜티엄 III, 800 MHz | 512 MB                                                       | 20 GB                     |
| 7                                   | 1GHz 이상의 <x86 or x64> 프로세서                                                                                           | 1GB RAM(32bit) 2GB RAM(64bit)                                | 16GB(32bit) / 20GB(64Bit) |
| 8                                   | 1GHz 이상의 <x86 or x64> 프로세서 (PAX,NX(XD-bit),SSE2 지원 필수)                                                           | 1GB RAM(32bit) 2GB RAM(64bit)                                | 16GB(32bit) / 20GB(64Bit) |
| 8.1                                 | 1GHz 이상의 <x86 or x64> 프로세서 (PAX,NX(XD-bit),SSE2 지원 필수, 64비트의 경우 CMPXCHG16b, PrefetchW, LAHF/SAHF지원 필수)  | 1GB RAM(32bit) 2GB RAM(64bit)                                | 16GB(32bit) / 20GB(64Bit) |
| 10                                  | 1GHz 이상의 <x86 or x64> 프로세서 (PAX,NX(XD-bit),SSE2 지원 필수, 64비트의 경우 CMPXCHG16b, PrefetchW, LAHF/SAHF 지원 필수) | 1GB RAM(32bit) 2GB RAM(64bit)                                | 16GB(32bit) / 20GB(64Bit) |

## 에디션
| 버전    | 제품 이름                                 | 에디션 | 공개 날짜                                            | RTM 빌드 |
| ------- | ----------------------------------------- | --- | ---------------------------------------------------- | -------- |
| NT 3.1  | 윈도우 NT 3.1                             | 워크스테이션 (이름은 윈도우 NT), 어드벤스 서버                                                                                                  | 1993년 7월 27일                                      | 528      |
| NT 3.5  | 윈도우 NT 3.5                             | 워크스테이션, 서버 | 1994년 9월 21일                                      | 807      |
| NT 3.51 | 윈도우 NT 3.51                            | 워크스테이션, 서버 | 1995년 5월 30일                                      | 1057     |
| NT 4.0  | 윈도우 NT 4.0                             | 워크스테이션, 서버, 서버 엔터프라이즈 에디션, 터미널 서버, 임베디드                                                                             | 1996년 7월 29일                                      | 1381     |
| NT 5.0  | 윈도우 2000                               | 프로페셔널, 서버, 어드벤스드 서버, 데이터센터 서버                                                                                              | 2000년 2월 17일                                      | 2195     |
| NT 5.1  | 윈도우 XP                                 | 홈, 프로페셔널, 64 비트 (원래), 미디어 센터 (원래, 2003, 2004 & 2005), 태블릿 PC (원래판과 2005),스타터, 임베디드, 홈 N, 프로페셔널 N           | 2001년 10월 25일                                     | 2600     |
| NT 5.1  | 윈도우 구형 PC를 위한 펀더멘털            | N/A | 2006년 7월 8일                                       | 2600     |
| 5.2     | 윈도우 서버 2003                          | 스텐다드, 엔터프라이즈, 데이터센터, 웹, 스토리지, 스몰 비즈니스 서버, 컴퓨트 클러스터                                                           | 2003년 4월 24일                                      | 3790     |
| 5.2     | 윈도우 XP (5.2)                           | 64 비트 2003, 프로페셔널 x64 | 2005년 4월 25일                                      | 3790     |
| 5.2     | 윈도우 서버 2003 R2                       | 스탠다드, 엔터프라이즈, 데이터센터, 웹, 스토리지, 컴퓨트 클러스터, 스몰 비지니스 서버                                                           | 2005년 12월 6일                                      | 3790     |
| 5.2     | 윈도우 홈 서버                            | N/A | 2007년 7월 16일                                      | 3790     |
| 6.0     | 윈도우 비스타 (코드이름 롱혼)             | 스타터, 홈 베이직, 홈 프리미엄, 비즈니스, 엔터프라이즈, 얼티밋, 홈 베이직 N, 비즈니스 N                                                         | 사업가용: 2006년 11월 30일 소비자용: 2007년 1월 30일 | 6000     |
| 6.0     | 윈도우 서버 2008 (코드이름 롱혼)          | 스탠다드, 엔터프라이즈, 데이터센터, 웹, 스토리지, 스몰 비즈니스 서버                                                                            | 2008년 2월 27일                                      | 6001     |
| 6.1     | 윈도우 7 (코드이름 블랙콤, 나중에 비엔나) | 스타터, 홈 베이직, 홈 프리미엄, 프로페셔널(중소기업용), 엔터프라이즈(Software Assurance 프로그램 채용 기업용), 얼티밋                           | 사업가용: 2009년 7월 22일 소비자용: 2009년 10월 22일 | 7600     |
| 6.1     | 윈도우 서버 2008 R2                       | 파운데이션, 스탠다드, 엔터프라이즈, 데이터센터, 웹 서버, HPC 서버, 아이테니엄 기반 시스템                                                       | 2009년 10월 22일                                     | 7600     |
| NT 6.2  | 윈도우 8                                  | 윈도우 8, 윈도우 8 프로, 윈도우 8 엔터프라이즈, 윈도우 RT                                                                                       | 2012년 10월 26일                                     | 9200     |
| NT 6.2  | 윈도우 폰 8                               | N/A | 2012년 10월 30일                                     | 9900     |
| NT 6.2  | 윈도우 서버 2012                          | 파운데이션, 에센셜, 스탠다드, 데이터센터 | 2012년 9월 4일                                       | 9200     |
| NT 6.3  | 윈도우 8.1                                | 윈도우 8.1, 윈도우 8.1 프로, 윈도우 8.1 엔터프라이즈, 윈도우 RT 8.1                                                                             | 2013년 10월 17일                                     | 9600     |
| NT 6.3  | 윈도우 서버 2012 R2                       | 파운데이션, 에센셜, 스탠다드, 데이터센터 | 2013년 10월 18일                                     | 9600     |
| NT 6.3  | 윈도우 폰 8.1                             | N/A | 2014년 7월 16일                                      | 12400    |
| NT 10   | 윈도우 10                                 | 윈도우 10 홈, 윈도우 10 프로, 윈도우 10 엔터프라이즈, 윈도우 10 모바일, 윈도우 10 에듀케이션, 윈도우 10 모바일 엔터프라이즈, 윈도우 10 IoT 코어 | 2015년 7월 29일                                      | 10240    |
| NT 10   | 윈도우 11                                 | 윈도우 11 홈, 윈도우 11 프로, 윈도우 11 엔터프라이즈, 윈도우 11 에듀케이션                                                                      | 2021년 10월 5일                                      | 22000    |

NT 계열 모든 서버는 BackOffice의 종류다.

## 같이 보기
- 마이크로소프트 윈도우
- NTFS
- 리엑트OS
- F6 디스크
- 윈도우 NT 시작 프로세스
- 윈도우 사전 설치 환경